# هوغو ألفاريز
هوغو ألفاريز (بالبرتغالية: Hugo Miguel Fernandes Vieira‏) (11 أغسطس 1976 ببراغا في البرتغال - ) هو لاعب كرة قدم برتغالي في مركز الدفاع. لعب مع سبورتينغ براغا وسبورتينغ لشبونة ونادي بيرا مار ونادي سامبدوريا ونادي فيتوريا سيتوبال.

## روابط خارجية
- هوغو ألفاريز على موقع قاعدة بيانات كرة القدم.إي يو (الإنجليزية)
- هوغو ألفاريز على موقع Soccerway.com (الإنجليزية)
- هوغو ألفاريز على موقع عالم كرة القدم.نت (الإنجليزية)